# Thiazol-Orange
Thiazol-Orange ist ein asymmetrischer Cyanin-Farbstoff, der in der Molekularbiologie zur Anfärbung der DNA bei der Gelelektrophorese benutzt wird. Außerdem ist Thiazol-Orange Ausgangssubstanz zur Herstellung von SYBR Green I.

## Eigenschaften
Thiazol-Orange bindet am stärksten an doppelsträngige DNA; der entstehende Fluoreszenzfarbstoff-Komplex emittiert grünes Licht bei λmax = 512 nm.

## Sonstige Verwendung
Thiazol-Orange kann auch zur Anfärbung von Retikulozyten oder Plasmodium-Arten verwendet werden. Experimentell wurde die Verbindung als künstliche DNA-Base eingebaut.

## Synthese
Monomethin-Cyanine können durch Kondensation von 2-Iminobenzothiazolinen mit 1-Alkyl-4-methylchinolinium-Salzen dargestellt werden.